# Ilhéu do Farol
Die Ilhéu do Farol (deutsch „Leuchtturminsel“), auch als Ilhéu de Fora und Ilhéu de São Lourenço bezeichnet, ist eine unbewohnte Insel vor der Ostspitze der portugiesischen Insel Madeira. Sie gehört zum Gebiet der Gemeinde Caniçal im Kreis Machico.

## Geographie
Die Ilhéu do Farol befindet sich rund 150 m südöstlich der Ilhéu da Cevada. Im Nordwesten grenzt die östliche Landspitze Madeiras an die beiden kleinen Inseln an. Einige Kilometer weiter in südsüdöstlicher Richtung liegen die Ilhas Desertas.

## Geologie und Leuchtturm
Wie der größte Teil der Landspitze gehören die Ilhéu do Farol und die Ilhéu da Cevada zum Naturschutzgebiet der Ponta de São Lourenço. Sie sind vulkanischen Ursprungs und bestehen aus dunklem Trachyt und rötlichem Tuff.
Auf dem höchsten Punkt der Ilhéu do Farol wurde im Jahr 1867 mit dem Bau des ersten Leuchtturms auf Madeira Farol da Ponta de São Lourenço begonnen, der 1870 in Betrieb ging. Sein Leuchtfeuer wurde im Jahr 1983 automatisiert.
Vom Leuchtturm aus führt ein Weg hinab zu einer Bootsanlegestelle, die den Namen Portinho de Santa Maria trägt. Sie ist der einzige Zugang zur Ilhéu do Farol.